# Aleksandar Ranković (politikus)
Aleksandar Ranković, magyaros írásmóddal Alekszandar Rankovics (cirill betűkkel Александар Ранковић) (Drazsevac, 1909. november 28. – Dubrovnik, 1983. augusztus 20.) szerb nemzetiségű jugoszláv kommunista politikus.

## Élete
Szakmunkásként dolgozott, majd 1924-től kapcsolódott a munkásmozgalomba, ahonnan útja a Kommunista Pártba vezetett. Többször bebörtönözték és illegalitásba kényszerült. 1941-től a Központi Bizottság tagja lesz. A Gestapo kezébe kerül, majd megszöktetik a fogságból.
Részt vett a felszabadítási mozgalom vezetésében, Tito legfőbb szerb bizalmasa és harcostársa volt. 1948-tól belügyminiszter, és a pártvezetésben is helyet kapott, ahol a párt káderügyeit és a belügyi apparátust irányította.
1963-tól Jugoszlávia alelnöke volt. 1966-ban a brioni plénumon kegyvesztetté vált, ahol pártellenes tevékenységgel vádolták meg (a vádak szerint lehallgatta Titót), és kizárták a pártból. 1966–1967-ben írta meg emlékiratait, amely fontos történelmi forrásnak számít.

## Művei magyarul
- Beszámoló Jugoszlávia Kommunista Pártja szervezeti munkájáról a JKP 5. kongresszusán; Jugoszlávia Kommunista Pártja, Beográd, 1948
- A belügyi szervekről; ford. Steinitz Tibor; Magyar Szó, Noviszád, 1956 (Időszerű könyvek)
- A Jugoszláv Kommunista Szövetség szervezés-politikai feladatairól. Beszámoló a 7. kongresszuson; Fórum, Noviszád, 1958 (Időszerű könyvek)